# Конвой OB 318
Конвой OB 318 (англ. Convoy OB 318) — 318-й атлантичний конвой транспортних суден серії OB, що у супроводженні союзних кораблів ескорту прямував з Ліверпуля до Атлантики, де приблизно за 750 морських миль на захід від Лендс-Енда розходився за своїми напрямками. В результаті проведення Королівським флотом операції «Первоцвіт» «Бульдог», «Бродвей» та «Обрієта» захопили німецький підводний човен U-110 з непошкодженою машиною «Енігма» та великою кількістю шифрувальної документації та кодів, що призвело до прориву союзників у викритті німецького морського коду «Енігма».

## Історія
З весни 1941 року в ході битви за Атлантику німецькі Крігсмаріне почали все більше відчувати втрату своїх підводних човнів унаслідок дій протичовнових сил британців. Це змусило віцеадмірала Карла Деніца змінити свою стратегію, і тепер «вовчі зграї» перемістилися далі на захід, у надії перехоплювати союзні конвої в західній Атлантиці, що до того, як їх візьмуть під супроводження протичовнові сили Королівського флоту. 2 травня 1941 року з Ліверпуля відплив конвой OB 318 з 38 суден з баластом та торговельними товарами вирушив у напрямку портів Північної Америки. Його супроводжувала 7-ма ескортна група флоту на чолі з есмінцем «Весткотт», і включала десять військових кораблів. У середині океану до них приєдналися 3-тя ескортна група у складі восьми військових кораблів на чолі з «Бульдог». Їм протистояли дев'ятнадцять U-Boot, хоча в цьому випадку лише шість були в змозі атакувати союзний конвой.
7 травня 1941 року конвой OB 318 був виявлений U-94 капітан-лейтенанта Герберта Куппіша, який доповів про свою позицію і почав переслідування, тоді як Командування підводних човнів (BdU) оповістило інші підводні човни в цьому районі. На ударній відстані перебувало шість німецьких підводних човнів, яким наказали наблизитися до позиції U-94. Тим часом, протягом 7 травня до сил ескорту приєдналися п'ять суден, що вийшли від берегів Ісландії та есмінці 3-ї ескортної групи, які повинні були взяти на себе супроводжувальні функції від Західних підходів і далі на захід до пункту розсіювання, на південь від Гренландії. Три кораблі та есмінці 7-ї ескортної групи вирушили до Ісландії протягом 7 травня, отже ескорт залишився з десятьма військовими кораблями.
Вночі 7 травня U-94 напав на конвой, потопивши два судна Ixion і Eastern Star. Однак U-94 був виявлений шлюпом «Рочестером» і контратакований ним, а також «Бульдогом» та «Амазоном». U-94 був пошкоджений і полишив район бою, хоча пізніше екіпажу вдалося провести ремонт у відкритому океані та продовжити патрулювання.
8 травня решта кораблів 3-ї ескортної групи, три корвети і два траулери з озброєним торговим крейсером «Ранпура» приєдналися до конвою, а решта кораблів 7-ї ескортної групи повернула на базу.

### Захоплення «Енігми»
Увечері 8 травня U-110 та U-201 також вийшли на конвой. Незвичайним ходом обидва капітани здійснили рандеву, щоб скоординувати свою атаку. Вранці 9 травня U-110 вийшов на позицію і почав атаку. Лемп був здивований, зустрівши супровід, який все ще був на місці, але зумів проникнути всередину конвою та потопити два судна. Корвет «Обрієта» помітив перископ, а потім виявив за допомогою ASDIC U-110. «Обрітіа» попередив інші кораблі ескорту та скинув серію глибинних бомб на ворожий човен. U-110 пішов на глибоке занурення і спочатку зумів пережити початковий удар. Але незабаром до корвета приєдналися есмінці «Бульдог» і «Бродвей», і в результаті комбінованої атаки човен капітан-лейтенанта Лемпа був змушений спливти на поверхню. Коли він з'явився на поверхні дюжина німецьких матросів кинулася до зброї, але були вбиті вогнем з британських ескортних кораблів. Побачивши, що есмінець «Бульдог» готується протаранити його човен, Лемп віддав команду своїм людям покинути корабель. Британський командир Джо Бейкер-Крессвелл вирішив замість знищення спробувати захопити підводний човен і підтягнути до себе. Уцілілі перейшли на британський есмінець, включаючи Лемпа. Втім, коли Лемп усвідомив, що «Бульдог» не збирається затопити його човен, повернувся назад і спробував знищити обладнання разом з кодовими книгами, але загинув у сутичці. Сам U-110 пережив напад, але був серйозно пошкоджений і набирав воду.
Незабаром «Бульдог» підтягнув ворожу субмарину до себе, а суб-лейтенант Девід Бальм на чолі абордажної команди кинулися всередину німецького човна та почали збирати усе цінне, що вони могли знайти. Невдовзі команда Бальма знайшла кодові книги, радіограми, шифри і, що найважливіше, цілісну та непошкоджену машину «Енігма». Екіпаж і гадки не мав, що саме вони захопили. Перед тим, як передати обладнання, «Бульдог» повинен був відійти, залишивши трофейний підводний човен разом з абордажною командою, оскільки він отримав повідомлення про появу іншого підводного човна у цьому районі. Бальм та його люди перебували на борту U-110 більше години до повернення «Бульдога».

## Кораблі та судна конвою OB 318[1]

### Транспортні судна
Позначення
| З Галіфаксу              | З Галіфаксу         | З Галіфаксу  | З Галіфаксу |
| Назва                    | Прапор              | Тоннаж (GRT) | Прим. |
| ------------------------ | ------------------- | ------------ | --- |
| Aelybryn (1938)          | Велика Британія     | 4 986        | 10 травня пошкоджений торпедною атакою U-556 після того, як конвой розсіявся. Відбуксований до Рейк'явіка корветом «Голліхук» |
| Agioi Victores (1918)    | Грецьке королівство | 4 344        | |
| Athelsultan (1929)       | Велика Британія     | 8 882        | |
| Atlantic Coast (1934)    | Велика Британія     | 890          | |
| Baron Cawdor (1935)      | Велика Британія     | 3 638        | |
| Bengore Head (1922)      | Велика Британія     | 2 609        | 9 травня потоплений U-110 |
| Benlomond (1922)         | Велика Британія     | 6 630        | |
| Berhala (1922)           | Нідерланди          | 6 622        | 23 травня потоплений U-38 після того, як конвой розсіявся                                                                     |
| British Prince (1935)    | Велика Британія     | 4 879        | флагманський корабель віцекомандора конвою                                                                                    |
| Burma (1914)             | Велика Британія     | 7 821        | |
| Chaucer (1929)           | Велика Британія     | 5 792        | |
| City of Cairo (1915)     | Велика Британія     | 8 034        | |
| City of Kimberley (1925) | Велика Британія     | 6 169        | |
| Colonial (1926)          | Велика Британія     | 5 108        | флагманський корабель командора конвою. 27 травня потоплений U-107                                                            |
| Eastern Star (1920)      | Норвегія            | 5 108        | 7 травня потоплений U-94 |
| Edam (1923)              | Нідерланди          | 8 871        | |
| El Mirlo (1930)          | Велика Британія     | 8 092        | |
| Empire Cloud (1941)      | Велика Британія     | 5 969        | 9 травня пошкоджений торпедною атакою U-201. Прибув до Грінока                                                                |
| Empire Caribou (1919)    | Велика Британія     | 4 861        | 9 травня потоплений торпедною атакою U-556                                                                                    |
| Esmond (1930)            | Велика Британія     | 4 976        | 9 травня потоплений U-110 |
| Gand (1919)              | Бельгія             | 5 086        | 9 травня потоплений торпедною атакою U-556 після того, як конвой розсіявся                                                    |
| Gregalia (1929)          | Велика Британія     | 5 802        | 9 травня потоплений U-201 |
| Gyda (1934)              | Велика Британія     | 1695         | |
| Hercules (1914)          | Нідерланди          | 2 317        | |
| Hoyanger (1926)          | Норвегія            | 4 624        | |
| Iron Baron (1911)        | Велика Британія     | 3 231        | |
| Ixion (1912)             | Велика Британія     | 10 263       | 7 травня потоплений U-94 |
| King Edwin (1927)        | Велика Британія     | 4 536        | |
| Lima (1918)              | Швеція              | 3 762        | |
| Lucerna (1930)           | Велика Британія     | 6 556        | |
| Nagina (1921)            | Велика Британія     | 6 551        | |
| Nailsea Moor (1937)      | Велика Британія     | 4 926        | до Монреаля |
| New York City (1917)     | Велика Британія     | 2 710        | |
| Orminster (1914)         | Велика Британія     | 5 712        | |
| Pontfield (1940)         | Велика Британія     | 8 319        | до Белфаст-Лох |
| Sommerstad (1926)        | Норвегія            | 5 923        | |
| Tornus (1936)            | Велика Британія     | 8 054        | |
| Tureby (1936)            | Велика Британія     | 4 372        | |
| Zwarte Zee (1933)        | Нідерланди          | 793          | буксир |
| З Рейк'явіка             |                     |              | |
| Borgfred (1920)          | Норвегія            | 2 183        | 6 травня прибув з 3-ю ескортною групою з Рейк'явіка                                                                           |
| Bradglen (1930)          | Велика Британія     | 4 741        | 6 травня прибув з 3-ю ескортною групою з Рейк'явіка                                                                           |
| Cardium (1931)           | Велика Британія     | 8 236        | 6 травня прибув з 3-ю ескортною групою з Рейк'явіка                                                                           |
| Gunvor Maersk (1931)     | Велика Британія     | 1 977        | 6 травня прибув з 3-ю ескортною групою з Рейк'явіка                                                                           |

### Кораблі ескорту
| Назва                 | Прапор                                  | Тип корабля                                | Прим.                                     |
| --------------------- | --------------------------------------- | ------------------------------------------ | ----------------------------------------- |
| «Амазон»              | Військово-морські сили Великої Британії | ескадрений міноносець типу «Амазон»        | 7-10 травня                               |
| HMS/HMT Angle (FY201) | Військово-морські сили Великої Британії | протичовновий траулер                      | 2-7 травня                                |
| «Бульдог»             | Військово-морські сили Великої Британії | ескадрений міноносець типу «B»             | 7-10 травня; флагман Дж. Бейкер-Крессвела |
| «Бродвей»             | Військово-морські сили Великої Британії | ескадрений міноносець типу «Таун»          | 7-10 травня                               |
| «Весткотт»            | Військово-морські сили Великої Британії | ескадрений міноносець «Адміралті» типу «W» | 3-8 травня                                |
| «Діантус»             | Військово-морські сили Великої Британії | корвет типу «Флавер»                       | 3-8 травня                                |
| HMT Daneman (FY123)   | Військово-морські сили Великої Британії | протичовновий траулер                      | 7-10 травня                               |
| «Голліхук»            | Військово-морські сили Великої Британії | корвет типу «Флавер»                       | 7-10 травня                               |
| «Кемпбелтаун»         | Військово-морські сили Великої Британії | ескадрений міноносець типу «Таун»          | 2-7 травня                                |
| «Меріголд»            | Військово-морські сили Великої Британії | корвет типу «Флавер»                       | 2-8 травня                                |
| «Найджела»            | Військово-морські сили Великої Британії | корвет типу «Флавер»                       | 7-10 травня                               |
| «Настуртіум»          | Військово-морські сили Великої Британії | корвет типу «Флавер»                       | 2-8 травня                                |
| «Ньюмаркет»           | Військово-морські сили Великої Британії | ескадрений міноносець типу «Таун»          | 2-7 травня                                |
| «Обрієта»             | Військово-морські сили Великої Британії | корвет типу «Флавер»                       | 7-10 травня                               |
| «Орікула»             | Військово-морські сили Великої Британії | корвет типу «Флавер»                       | 3-8 травня                                |
| «Прімроуз»            | Військово-морські сили Великої Британії | корвет типу «Флавер»                       | 2-8 травня                                |
| «Ранпура»             | Військово-морські сили Великої Британії | допоміжний крейсер                         | 7-10 травня                               |
| «Рочестер»            | Військово-морські сили Великої Британії | шлюп типу «Шоргам»                         | 2-8 травня                                |

## Підводні човни, що брали участь в атаці на конвой
Позначення
| Назва | Тип        | Командир                            | Дата атаки на конвой | Прим.                                                        |
| ----- | ---------- | ----------------------------------- | -------------------- | ------------------------------------------------------------ |
| U-38  | типу IX A  | капітан-лейтенант Генріх Лібе       | 9 травня             | потопив два судна Bengore Head і Esmond                      |
| U-94  | типу VII C | капітан-лейтенант Герберт Куппіш    | 7 травня             | потопив два судна Ixion і Eastern Star                       |
| U-107 | типу VII B | капітан-лейтенант Гюнтер Гесслер    | 27 травня            | потопив Colonial                                             |
| U-110 | типу IX B  | капітан-лейтенант Фріц-Юліус Лемп   | 23 травня            | потопив Berhala                                              |
| U-201 | типу VII C | оберлейтенант-цур-зее Адальберт Шне | 9 травня             | потопив Gregalia і пошкодив Empire Cloud                     |
| U-556 | типу VII C | капітан-лейтенант Герберт Вольфарт  | 10 травня            | потопив два судна Empire Caribou і Gand та пошкодив Aelybryn |